# 谢玉安
谢玉安（1963年9月—），河南罗山人，大学学历，中华人民共和国政治人物。1985年7月加入中共，1985年8月参加工作。

## 生平
1990年到2002年在共青团河南省委任职。2003年任中共睢县县委书记，2003年至2007年任河南省人大常委会副秘书长，2007到2011年历任中共商丘市委常委、秘书长、组织部长，2011年任开封市委组织部长；2013年4月任河南省委组织部副部长、省委老干部局局长；2015年3月任焦作市代市长，2015年4月转正。2015年11月任河南省委组织部常务副部长、省委省直工委委员。2018年1月任河南省政协副主席。